# Juri Iwanowitsch Babenko
Juri Iwanowitsch Babenko (russisch Юрий Иванович Бабенко; * 2. Januar 1978 in Pensa, Russische SFSR) ist ein ehemaliger russischer Eishockeyspieler und jetziger -trainer. Seit 2022 ist er Assistenztrainer beim Ak Bars Kasan aus der Kontinentalen Hockey-Liga.

## Karriere
Juri Babenko begann seine Karriere als Eishockeyspieler bei Krylja Sowetow Moskau, für den er in der Saison 1995/96 sein Debüt in der russischen Superliga gab, wobei er in seinem Rookiejahr in 21-Mal auf dem Eis stand. Anschließend wurde er im NHL Entry Draft 1996 in der zweiten Runde als insgesamt 51. Spieler von der Colorado Avalanche ausgewählt. Zunächst verbrachte der Angreifer allerdings ein weiteres Jahr in Russland. Nachdem er die Saison 1996/97 erneut bei Krylja Sowetow Moskau begonnen hatte, beendete er diese bei der zweiten Mannschaft von HK ZSKA Moskau in der drittklassigen Perwaja Liga.
Im Sommer 1997 ging der Linksschütze nach Nordamerika, wo er eine Saison lang für die Plymouth Whalers, die ihn beim CHL Import Draft 1997 in der ersten Runde als insgesamt zwölften Spieler gezogen hatten, in der kanadischen Top-Juniorenliga Ontario Hockey League aktiv war. Die folgenden vier Jahre stand der Russe für Colorados Farmteam aus der American Hockey League, die Hershey Bears auf dem Eis. Zudem debütierte er in der Saison 2000/01 in der National Hockey League, in der er in drei Spielen punkt- und straflos blieb.
Im Sommer 2002 kehrte Babenko in seine russische Heimat zurück, wo er vom HK Dynamo Moskau unter Vertrag genommen wurde, der am Saisonende Russischer Meister wurde. Im Laufe der Spielzeit wurde er allerdings zu deren Ligarivalen Chimik Woskressensk transferiert. Es folgten zwei Jahre in der Superliga beim HK MWD Twer, ehe der Center vor der Saison 2007/08 vom amtierenden russischen Meister HK Metallurg Magnitogorsk verpflichtet wurde. Mit Magnitogorsk gewann er im Januar 2008 den IIHF European Champions Cup. Auch die Saison 2008/09 begann der ehemalige NHL-Spieler bei Metallurg in der neu gegründeten Kontinentalen Hockey-Liga, wechselte allerdings bereits nach fünf Einsätzen zu deren Ligarivalen SKA Sankt Petersburg, bei dem er die Spielzeit beendete. Zur Saison 2009/10 kehrte er zu seinem Ex-Verein HK MWD zurück, der in der Zwischenzeit nach Balaschicha umgesiedelt worden war. Mit dem HK MWD wurde er am Saisonende Vizemeister.
Zur Saison 2010/11 wurde der HK MWD Balaschicha mit dem HK Dynamo Moskau fusioniert und Babenko erhielt einen Vertrag bei deren Nachfolgeteam OHK Dynamo, für das er bis 2016 in der KHL spielte.
2016 begann Babenko seine Trainerkarriere. Er übernahm das Amt als Assistenztrainer von Waleri Bragin der russischen U20-Nationalmannschaft, mit der er bei den U20-Junioren-Weltmeisterschaften 2017 und 2019 jeweils die Bronzemedaille gewann. Zwischen 2019 und 2021 war er Assistenztrainer beim HK Dynamo Moskau.
In der Saison 2021/22 war er Cheftrainer beim HK Witjas. Anschließend wechselte er als Assistenztrainer zum Ligarivalen Ak Bars Kasan. Dort war er nach der Entlassung von Oleg Snarok im Dezember 2022 für gut drei Wochen Chefcoach und kehrte dann auf die Assistentenstelle zurück.

### International
Mit dem russischen Nachwuchs nahm Babenko an der U18-Europameisterschaft 1996 teil und gewann dort den Titel.

## Erfolge und Auszeichnungen
- 1996 Goldmedaille bei der U18-Europameisterschaft
- 2008 IIHF-European-Champions-Cup-Gewinn mit dem HK Metallurg Magnitogorsk
- 2012 Gagarin-Pokal-Gewinn mit dem OHK Dynamo
- 2013 Gagarin-Pokal-Gewinn mit dem HK Dynamo Moskau

## Statistik
(Stand: Ende der Saison 2010/11)